# 2010 في كرواتيا
فيما يلي قوائم الأحداث التي وقعت خلال عام 2010 في كرواتيا.

## سياسة

### تعيين في المنصب
- 19 فبراير – إيفو يجوسيبوفيتش رئيس كرواتيا.
- 13 أكتوبر – ايفو ساندر عضو البرلمان الكرواتي ‏.

### انتهاء فترة المنصب
- 18 فبراير – ستيبان ميسيتش رئيس كرواتيا.

## رياضة
- 1 يناير – بطولة أوروبا لكرة الماء 2010
- 1 يناير – بطولة أوروبا لكرة الماء للسيدات 2010

## وفيات

### أغسطس
- 12 أغسطس – فيليمير كلييتش (مواليد 1946) لاعب كرة يد كرواتي.
- 22 أغسطس – ستيبان بوبيك (مواليد 1923) لاعب كرة قدم كرواتي.

### أكتوبر
- 7 أكتوبر – ميلكا بلانينك (مواليد 1924)